# Joan II de Chalon
Joan de Chalon, II comte d'Auxerre i després II comte de Tonnerre (1292 - 1362) fou un noble francès, fill de Guillem de Chalon, VI comte d'Auxerre i senyor de Rochefort i d'Elionor de Savoia.
A la mort del seu pare el 1304 tenia uns 12 anys i el seu avi Joan de Chalon, I d'Auxerre va agafar la regència que va ocupar fins a la seva mort a la segona meitat del 1309. El 1308 va morir la bestia de Joan II, i cunyada de Joan I, Margarida de Borgonya-Tonnerre, i l'avi va agafar igualment el govern del comtat de Tonnerre igualment fins a la seva mort el 1309. Després d'aquesta data el jove Joan II va agafar el govern dels dos comtats i senyories. Vers el 1317 es va casar amb Alícia de Mömpelgard senyora de Montfleur que tenia uns 18 o 19 anys. Van tenir onze fills:
- Joan de Chalon III d'Auxerre i de Tonnerre, dit "el Cavaller Blanc' COMTE DE TONNERRE b: ABT 1318
- Joana de Chalons, senyora de Nancuise (+1342)
- Guillem de Chalon, senyor de Chavannes (+ com a ostatge a Anglaterra el 1360)
- Humbert DE Chalon (+ després de 1362)
- Tristany de Chalon, senyor de Chatelbelin (assassinat el 1369)
- Margarida de Chalon (+ 11 d'octubre de 1378)
- Beatriu de Chalon (+ després de 1369)
- Lluïsa de Chalon, abadessa
- Elionor de Chalon, abadessa de Remiremont (+ 8 d'agost de 1374)
- Isabel de Chalon
- Enriqueta de Chalon (+ després de 1373)

El 1335 la seva germana Joana de Chalons vídua de Robert, fill del duc Robert II de Borgonya, va rebre el comtat de Tonnerre, però a la seva mort el 1360 sense fills, Joan II el va recuperar, i el va cedir al seu fill Joan III. Va morir dos anys després i llavors Joan III també el va succeir a Auxerre.